# 普什卡廖夫島
普什卡廖夫島是俄羅斯的島嶼，位於東西伯利亞海，距離列昂季耶夫島6.5公里，屬於熊島群島的一部分，由薩哈共和國負責管轄，長7.5公里、寬2.7公里。